# NGC 4363
NGC 4363 ist eine ringförmige Zwerggalaxie vom Hubble-Typ SBR im Sternbild Drache am Nordsternhimmel. Sie ist schätzungsweise 70 Millionen Lichtjahre von der Milchstraße entfernt und hat einen Durchmesser von etwa 10.000 Lichtjahren.

Das Objekt wurde am 10. Dezember 1797 von William Herschel entdeckt.